# Barão de Melgaço
Pour les articles homonymes, voir Barão.
Barão de Melgaço est une municipalité brésilienne située dans l'État du Mato Grosso.